# Hohl-Kaserne
Die Hohl-Kaserne war eine Kaserne der Bundeswehr in Idar-Oberstein, in der Artillerieeinheiten und Stäbe von Verbänden untergebracht waren. Die militärische Nutzung von Teilen der Kaserne wurde 2003 aufgegeben. Gegenwärtig befindet sich in der Kaserne lediglich noch die bundeseigene Fernleitungs-Betriebsgesellschaft.

## Bau und Nutzungsgeschichte
Nach dem Ersten Weltkrieg wurden die linksrheinischen Gebiete von französischen Truppen besetzt. In Idar-Oberstein wurde eine Gebirgsjägerkompanie (Chasseurs alpins) stationiert, deren Soldaten zunächst in Privatquartieren oder nichtmilitärischen öffentlichen Gebäuden untergebracht wurden. Um die hierdurch verursache Raumnot zu beheben, entschied die französische Militärverwaltung einen Kasernenneubau zu errichten. Im Stadtteil Auf der Hohl wurde zwischen 1922 und 1927 ein Standort geschaffen, der jedoch nicht durch französische Truppen mehr bezogen wurde. Stattdessen nutzten eine Schule und ein Zug der oldenburgischen Landespolizei, die für das Fürstentum Birkenfeld zuständig war, die Kasernengebäude.
1938 wurde in der Hohl-Kaserne der Stab und eine Batterie der II. Abteilung des Festungs-Flakregimentes 32 als Verband der Luftwaffe stationiert. Im Zweiten Weltkrieg befand sich eine Luftwaffen-Sanitätsstaffel in der Kaserne. Schließlich wurden jeweils etwa 160 russische und französische Kriegsgefangene untergebracht. Im März 1945 nahmen amerikanische Truppen Idar-Oberstein ein und beendeten die nationalsozialistische Herrschaft in der Stadt.
1945 übernahmen französische Truppen die Kaserne, die nun Quartier Clappier hieß und brachten bis 1952 Lehrgangsteilnehmer der in Idar-Oberstein in der Klotzberg-Kaserne stationierten Artillerieschule unter. Nach dem Abzug der Artillerieschule verblieb bis 1956 das 32. Regiment d’Artillerie in der Kaserne.
1957 zog mit einer Beobachtungslehrbatterie die Bundeswehr in die Hohl-Kaserne ein.
Vom 1. April 1959 bis zum 1. April 1961 war in der Hohl-Kaserne die VP Transportkommandantur (POL) Idar-Oberstein untergebracht.
Das am 16. September 1959 aufgestellte Artillerielehrregiment bezog mit seinem Stab die Hohl-Kaserne. Es verblieb dort, bis es mit Wirkung zum 1. Januar 1981 im Zuge der Heeresstruktur 4 mit dem in Diez stationierten Artillerieregiment 5 der 5. Panzerdivision zum Artillerielehrregiment 5 fusionierte. Das Artillerielehrregiment 5 übernahm den Standort Hohl-Kaserne und die Aufgaben als Lehreinheit, aber auch als Artillerieverband der 5. Panzerdivision. Am 30. Juni 2003 wurde es aufgelöst.
Die Fernleitungs-Betriebsgesellschaft mbH, die mit dem Betrieb, der Wartung, der Instandhaltung und der Verwaltung der in der Bundesrepublik liegenden Teile der Central Europe Pipeline System (CEPS) und der North European Pipeline System (NEPS) beauftragt ist, hat in der ehemaligen Hohl-Kaserne ihren Betriebsservice untergebracht.

## Konversion
2002 übernahm das Bundesvermögensamt die ab Mitte 2003 nicht mehr genutzten Teile der Kaserne. Bei der Auktion einer Teilfläche der Kaserne lag 2013 das Mindestgebot bei lediglich 20.000 Euro. 2023 war das Kasernenareal als Außenstelle der Hochschule Trier für die Fachrichtung Edelstein und Schmuck in der öffentlichen Diskussion.